# Gruzínské umělecké muzeum
Gruzínské umělecké muzeum, oficiálně Muzeum výtvarných umění Šalvy Amiranašviliho v Tbilisi je jedním z předních muzeí Gruzie. Spadá pod Gruzínské národní muzeum a nachází se nedaleko Náměstí svobody. Sbírka má kolem 140 000 položek gruzínského, orientálního, ruského a západoevropského umění.

## Dějiny
Předchůdce dnešního muzea, Národní galerie, byla otevřena díky úsilí vzdělaných mladých gruzínských umělců v Tbilisi 1. února 1920. Z ní vyrostlo Ústřední muzeum výtvarných umění, které bylo otevřeno v srpnu 1923 a čerpalo nové přírůstky z různých menších sbírek. Na konci roku 1932 bylo muzeum přemístěno do centra starého města na místo, kde předtím stál kostel ze 13. století.

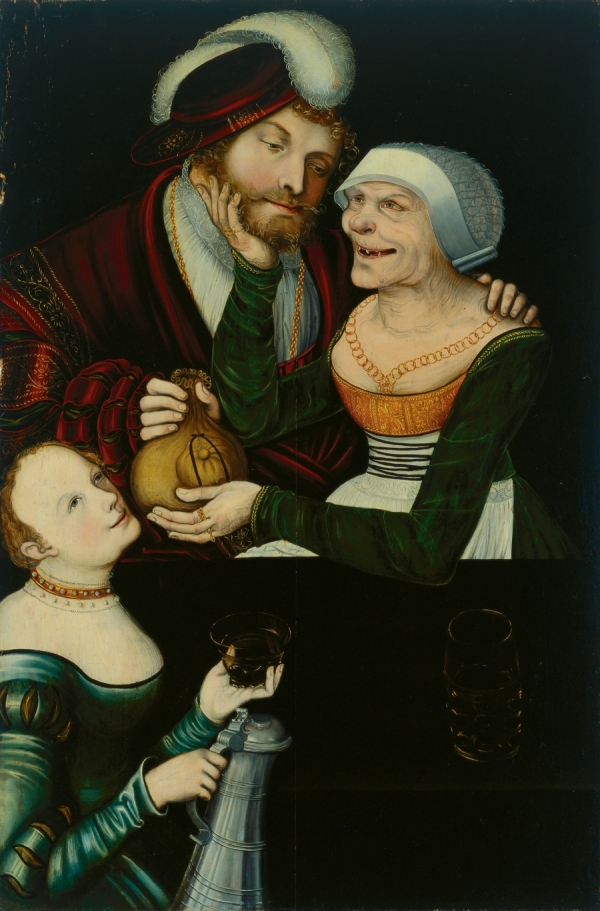
Správkyně, obraz Lucase Cranacha staršího, byl ukraden a zůstal nezvěstný celé desetiletí až do roku 2004, kdy byl Gruzínskému uměleckému muzeu vrácen.

V roce 1945, po zvláštní dohodě mezi sovětskou a francouzskou vládou, byla vrácena a do sbírky muzea přidána četná umělecká díla - rukopisy, klenoty, obrazy a další - která byla do Francie evakuována gruzínskou exilovou vládou po invazi Rudé armády roku 1921. Významnou roli při tvorbě sbírky hrál gruzínský historik umění Šalva Amiranašvili, podle něhož je muzeum pojmenováno a který ho vedl více než třicet let.
Muzeum bylo v roce 1950 oficiálně přejmenováno na Gruzínské umělecké muzeum, a tehdy se i přestěhovalo do budovy, v níž nyní sídlí. Ta byla postavena v roce 1838 v neoklasicistním stylu a v době ruského impéria zde sídlil teologický seminář.
Muzeum bylo na konci roku 2004 organizačně spojeno s několika dalšími muzei, která vytvořila Gruzínské národní muzeum.

## Sbírky
V prostorných sálech muzea je vystavena stálá sbírka, která se skládá z gruzínského, orientálního, ruského a západoevropského umění.
Nejdůležitější je zde přirozeně sbírka gruzínského umění, ilustrující vývoj národní umělecké kultury po mnoho staletí od starověku do současnosti. Orientální sekce je co do velikosti a významu další v pořadí a je jednou z největších v postsovětských zemích. Ukázky perského výtvarného umění, zejména z období Kadžárovců, jsou pravděpodobně nejvýznamnější částí orientální sbírky. Jsou zde i miniatury perských dvorních umělců - obrázky dvorních krásek i portréty šáhů a šlechticů.
Muzeum často pořádá dočasné výstavy děl z jiných sbírek, a to i ze zahraničí.

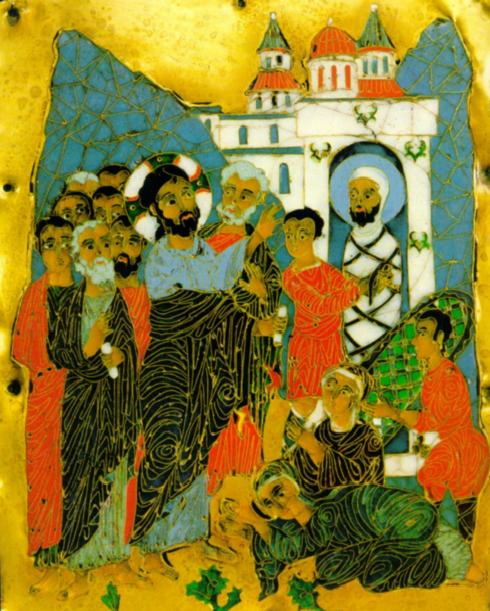
Vzkříšení Lazara (12. století)
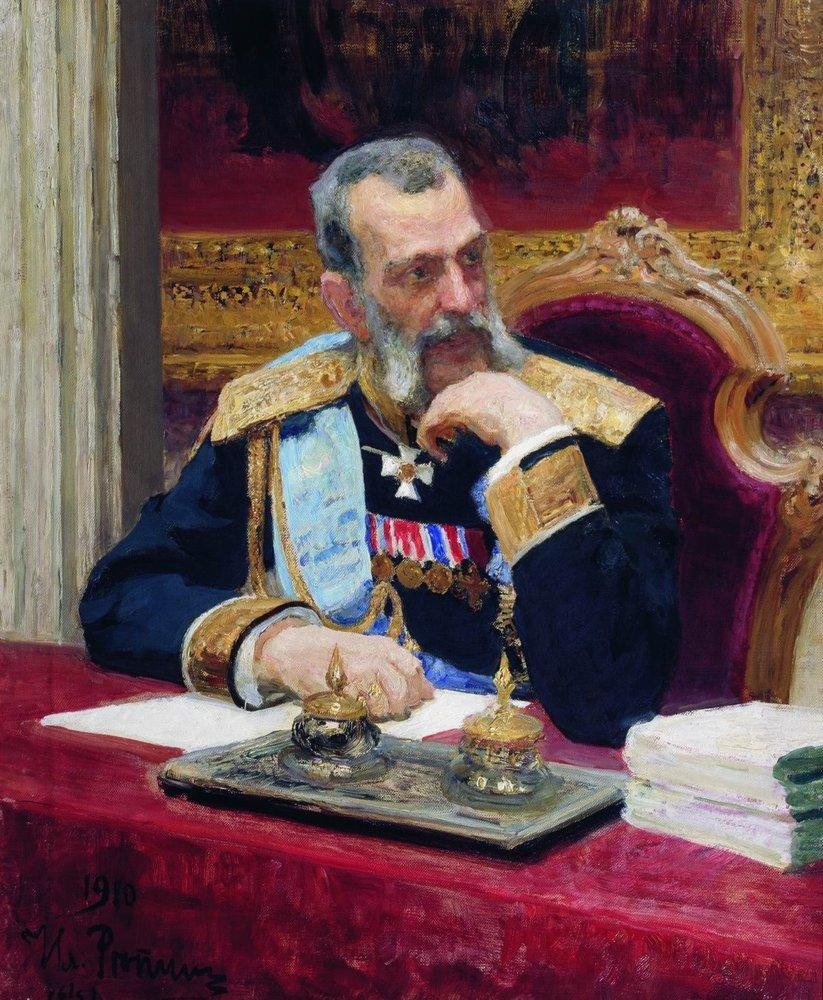
Ilja Repin: Velkokníže Vladimír Alexandrovič Romanov
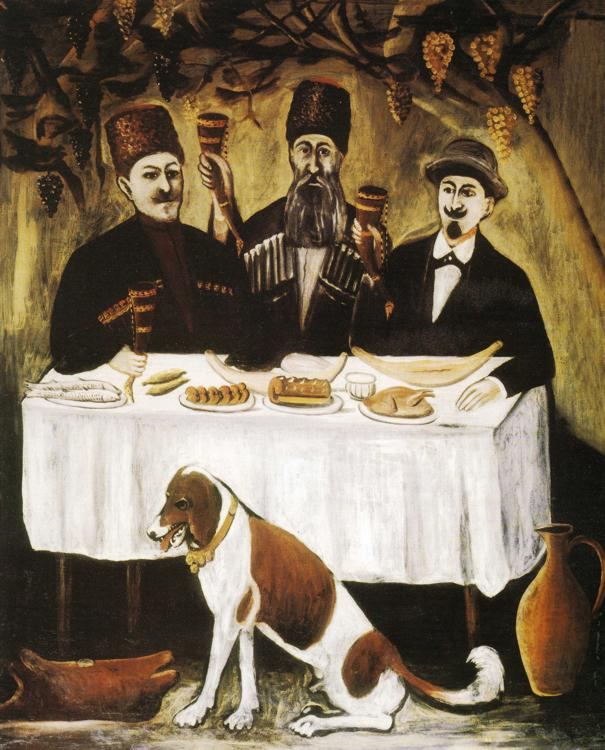
Niko Pirosmani: Hostina tří šlechticů